# 多尔多涅河畔巴德福勒
多爾多涅河畔巴德福勒（法語：Badefols-sur-Dordogne，法語發音：[badfɔl syʁ dɔʁdɔɲ]）是法国多尔多涅省的一个市镇，属于贝尔热拉克区。

## 地理
多尔多涅河畔巴德福勒（44°50'36"N, 0°47'29"E）面积6.06 平方千米，位于法国新阿基坦大区多爾多涅省，该省份为法国西南部内陆省份，是法國本土面积第三大的省，大致对应佩里戈尔地区，北起顺时针与夏朗德省、上维埃纳省、科雷兹省、洛特省、洛特-加龙省、吉倫特省和滨海夏朗德省接壤。
与多尔多涅河畔巴德福勒接壤的市镇（或旧市镇、城区）包括：莫扎克和大卡斯唐、卡莱斯、拉兰德、莫利耶尔、蓬图尔。

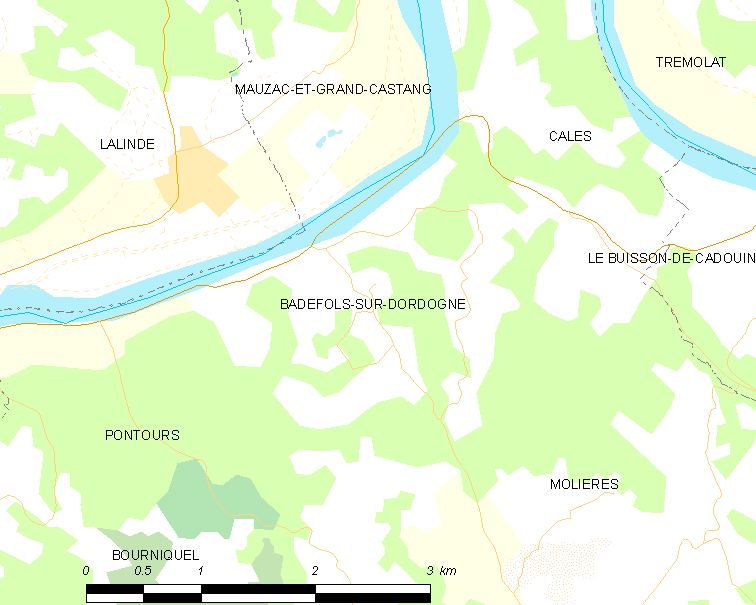
多尔多涅河畔巴德福勒的OSM定位图

多尔多涅河畔巴德福勒的时区为UTC+01:00、UTC+02:00（夏令时）。

## 行政
多尔多涅河畔巴德福勒的邮政编码为24150，INSEE市镇编码为24022。

## 政治
多尔多涅河畔巴德福勒所属的省级选区为拉兰德县。

## 人口

1962-2008年间多尔多涅河畔巴德福勒人口变化图示

多尔多涅河畔巴德福勒于2022年1月1日时的人口数量为205人。